# Eta Apodis
Eta Apodis (η Aps, η Apodis) é uma estrela na constelação de Apus. Com base em medições de paralaxe, está a aproximadamente 138 anos-luz (42 parsecs) da Terra. Com uma magnitude aparente de +4,9, pode ser vista a olho nu no hemisfério sul.
Eta Apodis tem 1,77 vezes a massa do Sol e 2,13 vezes o raio solar. Está irradiando 15,5 vezes mais luminosidade que o Sol a uma temperatura efetiva de 7 860 K. É uma estrela jovem com uma idade de cerca de 250 milhões de anos.
A classificação estelar de Eta Apodis mostra que é uma estrela Am, o que significa que o espectro mostra peculiaridades químicas. Em particular, Eta Apodis é uma estrela de classe A2 mostrando um excesso dos elementos crômio e európio. O espectro mostra atividade magnética indicando uma força estimada de campo magnético na superfície de cerca de 360 G. De acordo com observações pelo Telescópio Espacial Spitzer, esta estrela está emitindo um excesso de radiação infravermelha no comprimento de onda 24 μm, que pode ser causado por um disco de poeira orbitando a estrela a uma distância de mais de 31 UA.